# Puig Garrets
El Puig Garrets és una muntanya de 241 metres que es troba al municipi d'Ulldecona, a la comarca catalana del Montsià.
Es troba a l'extrem sud-oest del conjunt orogràfic de la Serra de Godall.